# ROSTA

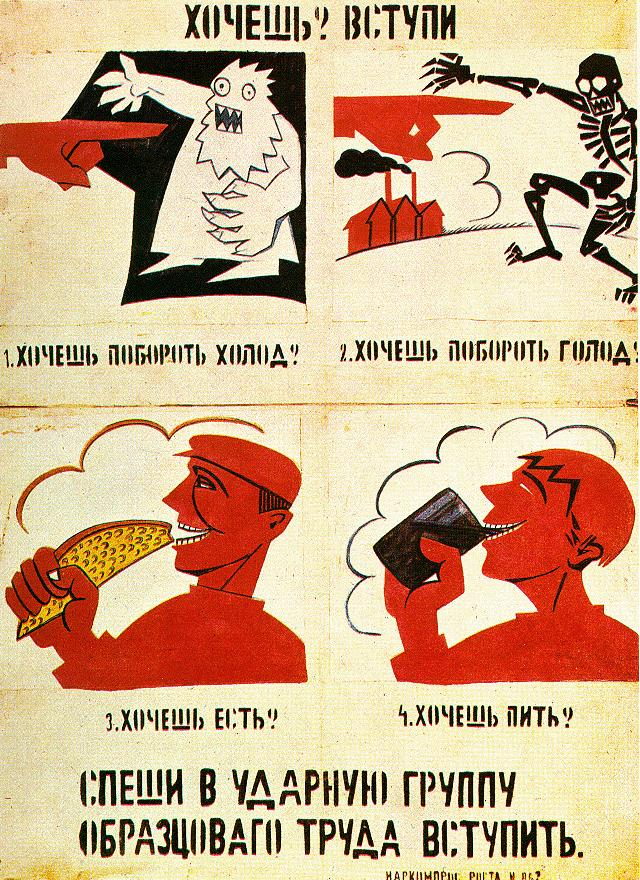
Jedno z Majakovského oken ROSTA (překlad textu: Chceš? Vstup! Chceš porazit zimu? Chceš porazit hlad? Chceš mít co jíst? Chceš mít co pít? Rychle vstup do údernické skupiny příkladné práce.

ROSTA (rusky РОСТА, celým jménem Российское телеграфное агенство, tj. Ruská telegrafní agentura) byla první státní zpravodajská agentura v SSSR, fungující v letech 1918–1935. Po vytvoření agentury TASS v roce 1925 se stala státním orgánem Ruské SFSR. Její jméno je spojeno s tzv. „okny ROSTA“.

## Okna ROSTA
Okna ROSTA (rusky Окна РОСТА) nebo Satirická okna ROSTA (Окна сатиры РОСТА) byly cyklostylově rozmnožované propagandistické plakáty, tvořené výtvarníky a básníky, pracujícími pro ROSTA v průběhu let 1919 - 1921. Vychází z ruských tradic obrazů lubok a rajok, jejich hlavními tématy byly aktuální politické události. Zpravidla byly ukazovány v oknech, z toho vychází název.
První Okno ROSTA vytvořil v Moskvě Michail Michajlovič Čeremnych (1890–1962). Ke skupině autorů se brzy přidal Vladimír Vladimirovič Majakovskij, jejich oblíbený a plodný autor, Dimitrij Stachijevič Moor (1883–1946), Alexandr Rodčenko a další. Verše pro Okna psal i Velemir Chlebnikov. Podobně došlo k rozvoji projektu i v jiných sovětských městech.
Design byl graficky jednoduchý, vhodný pro zobrazování s nadhledem a často užíval sekvence obrázků ve stylu lubok[ujasnit], mající i děj, podobné dnešním komiksům.
V průběhu Velké vlastenecké války byla tato metoda obnovena v tzv. Oknech TASS.